# سوريبو براوزلورير
سوريبو براوزلورير (بالإنجليزية : Surebo Browselorer) هو متصفح انترنت من شركة سوريبو تكنولوجيز يستقبل فقط اللغة الإنجليزية.
قبل أن يُنشر المتصفح قالت الشركة : «سوريبو براوزلورير... المتصفح الجديد الذي سيغير العالم !» (بالإنجليزية : Surebo Browselorer... the new browser that will change the world!)

## التاريخ

### سوريبو ويب براوزير 1.0.0.0
سوريبو ويب براوزير كان من أول ثلاث برامج بدأت بها سوريبو تكنولوجيز.
كان بسيط وليس بما يقال عنه جيد، لذا لم يكن مشهورًا كبراوزلورير الحالي.

### سوريبو ويب براوزير 1.0.1.0
في الإصدار هذا كان إمكانيتان جديدتان وهما :
- تغيير محرك البحث
- عرض شريط تقدم

### سوريبو ويب براوزير 1.5.0.0
عندما نُشر هذا الإصدار، لم تجدد المعلومات عنه في الموقع الإلكتروني.
كانت هناك إضافة واحدة وهي : رؤية كود الصفحة

### سوريبو براوزلورير 1.0.0.0
الإصدار الحالي. إن هذا الإصدار اختلف عن باقي الإصدارات السابقة تمامًا، من حيث :
- الاسم
- المبنى
- الإمكانيات

والمزيد...

## سوريبو براوزلورير واللغة العربية
إن سوريبو براوزلورير يستعمل اللغة الإنجليزية فقط، حتى في شريط البحث، إذا كان يستعمل جوجل، فيبحث فقط بالإنجليزية، بالرغم من أن جوجل تستقبل العربية.